# Käpt’n Säbelzahn und der Schatz von Lama Rama
Käpt’n Säbelzahn und der Schatz von Lama Rama (norwegischer Originaltitel: Kaptein Sabeltann og skatten i Lama Rama) ist ein norwegischer Piratenfilm für Kinder von Regisseur und Kameramann John Andreas Andersen aus dem Jahr 2014 und der erste Kinofilm aus dem Käpt’n-Säbelzahn-Franchise nach Terje Formoe. Der Film lief am 7. Mai 2015 in den deutschen Kinos an.

## Handlung
Pinky wurde als Baby vom Seemann Langemann, der Rechten Hand des berühmten Piratenkapitäns Säbelzahn, vor dem Ertrinken gerettet und zu sich genommen, während der Vater des Jungen, ebenfalls ein Seemann, anscheinend bei dem Schiffbruch ums Leben kam. Der Junge wächst bei Langemann in Abrahafen auf und möchte, nun elf Jahre alt, zusammen mit Langemann auf dem Schiff von Käpt’n Säbelzahn, der Dark Lady, zur See fahren, was ihm jedoch verwehrt wird. Unter Säbelzahn bricht die Mannschaft der Dark Lady zur Affeninsel auf, um dort den Schatz von Maga Kahn zu finden. Tatsächlich gelingt es ihnen, den Schatz, der sich als Seekarte zum sagenumwobenen Reich Lama Rama entpuppt, zu bergen. Daraufhin werden sie von Affen angegriffen, denen sie zwar in letzter Sekunde entkommen können, die aber ihren Schiffsjungen außer Gefecht setzen können. Daher beschließt Säbelzahn, vor dem Aufbruch nach Lama Rama in Abrahafen die sogenannte Feuerprobe durchzuführen, durch welche ein neuer Schiffsjunge bestimmt werden soll.
Als die Dark Lady zurückkehrt und die Abhaltung der Feuerprobe angekündigt wird, will Pinky seine Chance nutzen und neuer Schiffsjunge werden. Doch leider muss bei der Feuerprobe geschwommen werden, und Schwimmen hat Pinky nie gelernt. Auch die Versuche seiner Freundin Ravn, es ihm beizubringen, scheitern. Während sich die Piraten und alle anderen zur Vorbereitung der Feuerprobe von den Schiffen entfernen, schlendert Pinky enttäuscht durch den Hafen und lässt sich von den Schreien eines gefangenen Äffchens auf ein altes Fischerboot locken. Als er das Äffchen befreit, bemerkt er, dass das angebliche Fischerboot eigentlich ein getarntes Piratenschiff ist, und er will Säbelzahn warnen. Doch die Piraten erwischen ihn und nehmen ihn mit auf die Dark Lady, die sie in Abwesenheit von Säbelzahn und seinen Männern kapern. Es handelt sich um die Bande des Seeräubers Barscher Bjørn, eines alten Konkurrenten von Käpt’n Säbelzahn; zur Bande gehört auch die kampferprobte Frida.
Bjørn möchte seinen Konkurrenten demütigen und gleichzeitig von dessen Ruf profitieren, indem er selbst als Säbelzahn auf Raubzug geht. Da entdeckt er die Karte nach Lama Rama und verlangt von Pinky, sie für ihn zu lesen. Dieser erklärt ihm die Karte widerstrebend, als die Piraten ihn über die Planke gehen lassen wollen. Nebenbei schnappt Pinky einen Hinweis von Bjørn auf, dass sein Vater Morgan noch am Leben sei. Dann wird er unter Deck eingesperrt und Bjørn nimmt Kurs auf Lama Rama. Doch Säbelzahn hat derweil Bjørns altes Schiff wieder flottgemacht und ist der Dark Lady hart auf den Fersen. Unvermutet befinden sich auch Ravn, die Pinky zur Hilfe kommen will, und deren Mutter Rosa, auf die Langemann ein Auge geworfen hat, mit an Bord. Pinky gelingt es mit der Hilfe des Äffchens, das ihm gefolgt ist, freizukommen und die Dark Lady vorerst fahruntüchtig zu machen. Säbelzahn und seine Mannschaft können das Schiff zurückerobern. Die Bande des Barschen Bjørn wird auf deren altem Schiff ausgesetzt, während Säbelzahn nun endlich selbst Kurs auf Lama Rama nehmen kann. Der Käpt’n verweigert Pinky jedoch die gebührende Anerkennung und auch Langemann greift nicht ein, da er seinem Kapitän nicht zu widersprechen wagt.
Nach stürmischer Fahrt erreichen die Piraten endlich Lama Rama. Sie wollen die berühmte Königsperle aus der königlichen Schatzkammer stehlen, weshalb Langemann und Rosa sich als holländisches (im Original: deutsches) Kaufmannspaar ausgeben und in den Palast einschleichen sollen. Gegen Säbelzahns Anordnung schließt sich ihnen auch Pinky an. Sie werden zunächst von Prinz Badal, dem Bruder des Königs, abgewiesen, dann jedoch von König Rufus, der Scherze und Extravaganz liebt und Lachen für den größten Schatz auf Erden hält, zu einem Fest eingeladen. Im Verlauf des Festes kommt es zu einer Auseinandersetzung zwischen Rufus und Badal, der seinen Bruder des Regierens für unwürdig befindet und ankündigt, das Land verlassen zu wollen. Langemann, Rosa und Pinky werden daraufhin in ein Gästezimmer gebracht, von wo aus es ihnen jedoch nicht möglich ist, in der Nacht gemäß Säbelzahns Anordnungen die Hintertür des Palastes zu öffnen. Pinky kann sich aus dem Fenster abseilen, der Wache den Schlüssel entwenden und Säbelzahns Mannschaft rechtzeitig Zugang verschaffen.
Währenddessen hat die Bande des Barschen Bjørn die Dark Lady wieder eingeholt und will sie entern, doch Ravn, die als einzige auf dem Schiff zurückgeblieben ist, gelingt es, sie im Schiffsbauch einzusperren. In diesem Moment erreicht Prinz Badal das Schiff und beschließt, zusammen mit Bjørns Piraten die Macht in Lama Rama an sich zu reißen. Ravn wird gefesselt, König Rufus entführt und ebenfalls auf der Dark Lady gefangengesetzt, und Bjørns Piraten verstreuen persönliche Sachen des Königs im Dschungel, um den Eindruck zu erwecken, Rufus sei von Krokodilen gefressen worden. Dann lässt Badal die Palastwache Säbelzahn und seine Männer gefangen nehmen, die mit Pinkys Hilfe bereits Langemann und Rosa aus ihrem Zimmer befreien und dann in die Schatzkammer eindringen konnten. Bei der Verhaftung erfährt Säbelzahn auch von Pinkys Verrat gegenüber Bjørn und ist voll Zorn über den Jungen. Aber ausgerechnet Pinky gelingt es, den Wachen zu entwischen und sich ins Meer zu retten – wobei er plötzlich feststellt, doch schwimmen zu können.
Zusammen mit Ravn, die in der Zwischenzeit ebenfalls vom Äffchen befreit wurde, zieht sich Pinky auf die Dark Lady zurück. Prinz Badal lässt sich derweil zum König erklären und feiert mit Bjørns Bande, der die Königsperle versprochen wurde, den Erfolg ihrer Intrige. Am nächsten Morgen steuern Pinky und Ravn mit vereinten Kräften die Dark Lady näher zur Küste und können mit einem gezielten Kanonenschuss Säbelzahn und seine Männer aus dem Gefängnisturm befreien. Als sie ihrerseits von der Palastwache beschossen werden sollen, entdecken sie den gefangenen König Rufus. Säbelzahns Mannschaft liefert sich derweil einen Kampf mit Bjørns Bande und der Palastwache; zunächst erfolgreich, müssen sie sich bald der Übermacht geschlagen geben, doch gerade in diesem Moment tauchen Pinky und Ravn mit König Rufus auf.
Badal wird entmachtet und zusammen mit Bjørns Bande in den Kerker geworfen, Rosa und Langemann kommen sich näher, und der seiner Fröhlichkeit nicht verlustig gegangene König Rufus zeigt sich gnädig mit Säbelzahns Piraten. Pinky stellt er für dessen Hilfe einen Wunsch frei, und dieser entscheidet sich für die Königsperle, um sie dem Käpt’n übergeben zu können und endlich dessen Anerkennung zu bekommen. Außerdem kann Pinky dem gefangenen Bjørn weitere Informationen über seinen Vater entlocken; so erfährt er, dass dieser vor einiger Zeit zu einer Reise in den hohen Norden aufgebrochen ist. Zurück in Abrahafen wird Pinky von Säbelzahn offiziell zum neuen Schiffsjungen ernannt. Bei der feierlichen Öffnung der Königsperle, dem angeblich größten Schatz überhaupt, stellt sich diese als übergroßer Schachtelteufel heraus. Zunächst enttäuscht, muss auch Käpt’n Säbelzahn schließlich über den Scherz des Königs lachen.
In der letzten Szene schwört sich Pinky, trotz gegenteiligen Rates Langemanns, seinen Vater zu finden, auch wenn er dafür ans Ende der Welt fahren müsste.

## Hintergrund

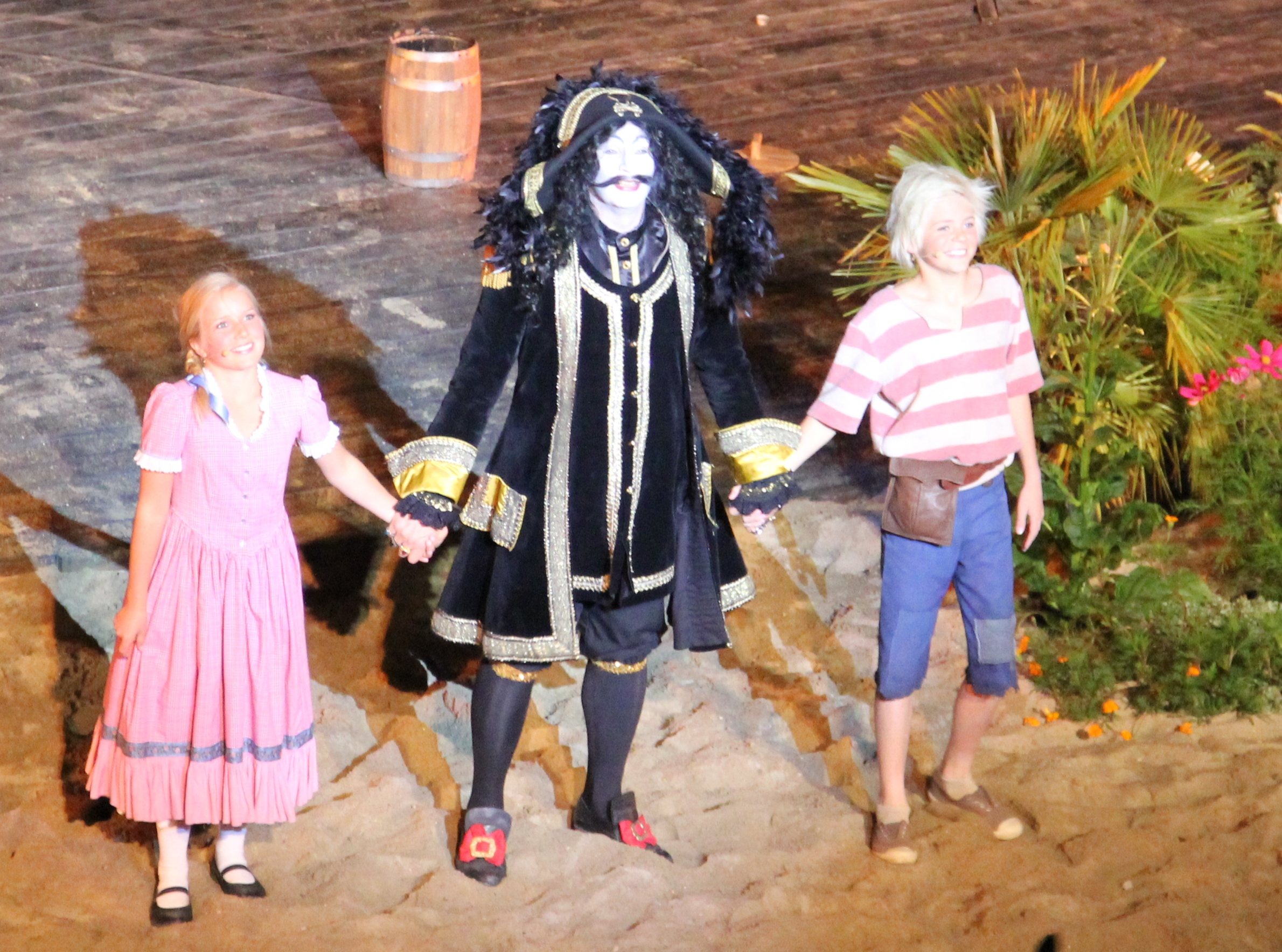
Terje Formoe als Käpt’n Säbelzahn, 2010

Der Film basiert auf der Kinderbuchreihe Käpt’n Säbelzahn des norwegischen Lehrers und Folk-Musikers Terje Formoe. Mit der Figur des Piratenkapitäns hatte Formoe eine der populärsten Kinderbuchfiguren Skandinaviens geschaffen. Seitdem waren im Sabeltann-Franchise Bücher, Theaterstücke, PC-Spiele, eine Fernsehserie, ein Kino-Animationsfilm (2003) sowie ein eigener Freizeitpark entstanden. Käpt’n Säbelzahn und der Schatz von Lama Rama ist der erste Versuch, die Figur im Kino und auch außerhalb Skandinaviens zu etablieren. In Norwegen gelang dem Film, der dort am 30. April 2014 Premiere hatte, auch sogleich mit mehr als 100.000 Kinobesuchern in der ersten Woche der erfolgreichste Kinostart des Jahres 2014.
Kyrre Haugen Sydness, der bereits in Theaterstücken sowie in der Fernsehserie Kaptein Sabeltann – Kongen på havet die Titelfigur spielte, übernahm seine Rolle auch für den Kinofilm. Außerdem ist Janne Formoe, die Tochter des Säbelzahn-Erfinders, als oberste Palastwache im Film zu sehen.

## Rezeption
Gudrun Lukasz-Aden vom Filmdienst sieht in Käpt’n Säbelzahn und der Schatz von Lama Rama einen „humorvollen Piraten-Film“ mit allen Bestandteilen, die Kindern gefallen würden. Die Geschichte sei „spannend“, „fantasievoll“ und „mit leichter Hand und Augenzwinkern“ inszeniert, die Kinderdarsteller würden „zur Identifikation einladen“; somit sei der Film „typisch skandinavisch im guten Sinn“. Zum Gelingen des „Seemannsgarn-Abenteuers“ würden ferner „[d]ie Figur des kindischen Königs, ein putziges Bordäffchen, Piraten- und Piratinnen-Gefechte, bei denen die Säbel klirren, aber kein Blut fließt, und eine unverbrüchliche Kinderfreundschaft“ beitragen.
Die österreichische Jugendmedienkommission gab dem Film eine Positivkennzeichnung und hob besonders die „aufwändige[] Ausstattung“, die „prächtigen Kostüme“ und die „exotischen Schauplätze“ hervor, die der „kindgerecht inszenierte[n] Piraten-Geschichte“ „einige Schauwerte“ verleihen würden, sowie ebenfalls die kindlichen Identifikationsfiguren für „Kinder im Volksschulalter“. Zur Unterhaltung würden des Weiteren die „Animationssequenzen“, die „Lieder“ oder auch Pinkys „herzige[r] Affe“ beitragen.
Wenig Positives konnte hingegen Katrin Hoffmann von epd Film dem Film abgewinnen: Die Figur des Käpt’n Säbelzahn bleibe in der Inszenierung „blass und ohne eigenes Profil, weder gefährlich noch couragiert“, und Protagonist Pinky bleibe „ebenfalls profillos“; am interessantesten sei noch König Rufus, dessen „gigantische Schatzkammer“ jedoch seine Botschaft, dass Geld nicht glücklich mache, widerlege. So falle der Film gegen andere norwegische Kinderfilmproduktionen wie Doktor Proktor oder die Knerten-Filme ab und scheitere „als leiser Abklatsch zwischen Wickie und Fluch der Karibik leider auf der ganzen Linie“.

## Synchronisation
Für die deutsche Synchronisation war Splendid Synchron GmbH in Köln verantwortlich, Dialogregie führte Mike Betz.
| Rolle       | Darsteller            | Deutscher Sprecher |
| ----------- | --------------------- | ------------------ |
| Pinky       | Vinjar Pettersen      | Nicolas Rathod     |
| Prinz Badal | Jon Øigarden          | Peter Flechtner    |
| Langemann   | Odd-Magnus Williamson | Dennis Schmidt-Foß |
| Pelle       | Geir Kolden           | Daniel Johannes    |

## Belege
1. ↑   Freigabebescheinigung für Käpt’n Säbelzahn und der Schatz von Lama Rama. Freiwillige Selbstkontrolle der Filmwirtschaft, März 2015 (PDF; Prüfnummer: 150 681 K).
2. 1 2 3  Alterskennzeichnung für Käpt’n Säbelzahn und der Schatz von Lama Rama. Jugendmedienkommission.
3. 1 2  Gudrun Lukasz-Aden: Käpt’n Säbelzahn und der Schatz von Lama Rama. In: Lexikon des internationalen Films. Filmdienst, abgerufen am 13. Juni 2021. (=Filmdienst 9/2015)
4. ↑  Katrin Hoffmann: Kritik zu Käpt’n Säbelzahn und der Schatz von Lama Rama. In: epd Film. Evangelischer Pressedienst, 17. April 2015, abgerufen am 28. Mai 2015.
5. ↑  Käpt’n Säbelzahn und der Schatz von Lama Rama. In: Deutsche Synchronkartei. Abgerufen am 20. Juni 2017.